# Dongfeng eπ 007

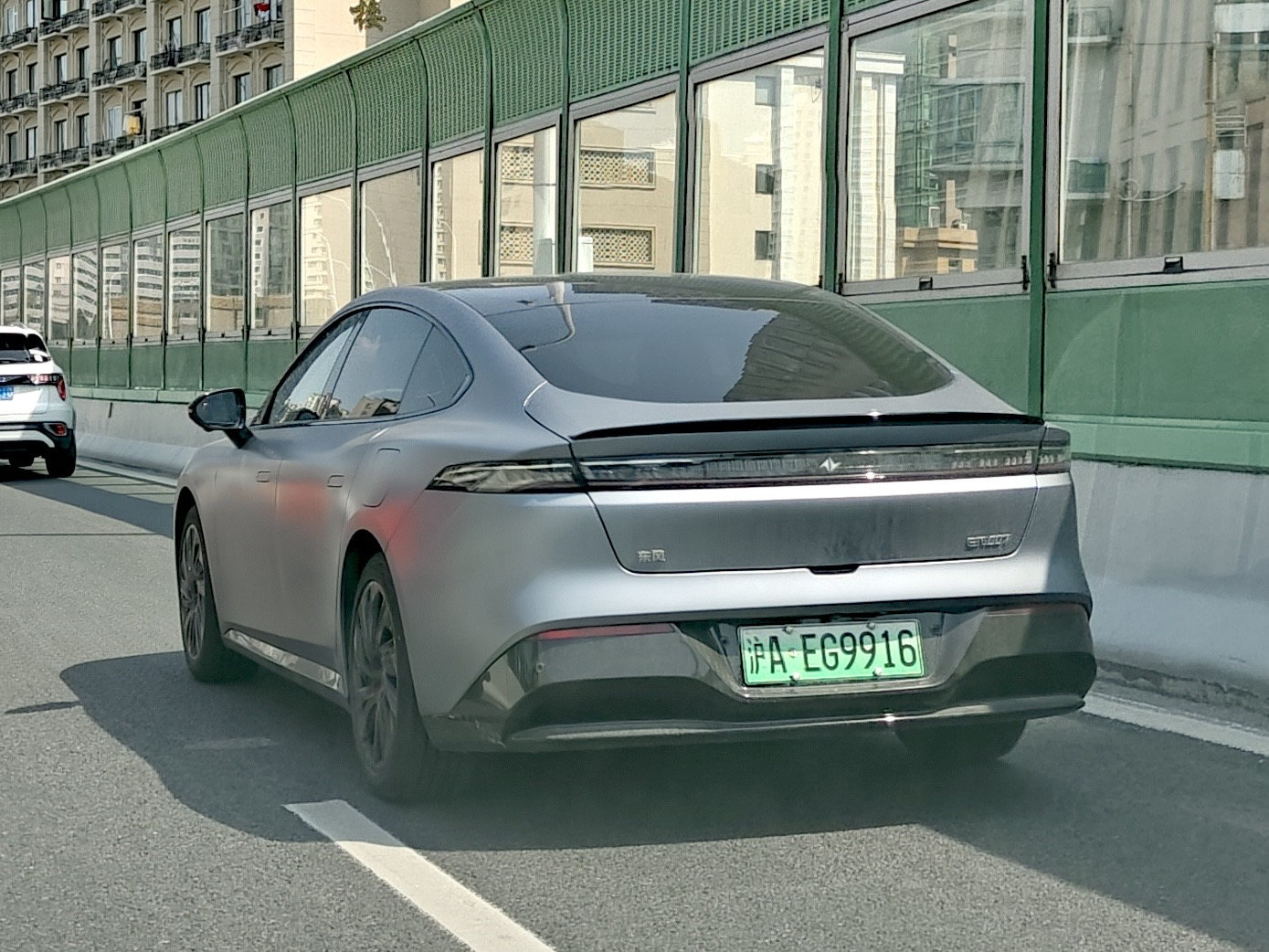
Вид сзади

Dongfeng eπ 007 (также известный как Yipai F7 и Dongfeng Ace 007) — полноразмерный гибридный автомобиль и электромобиль, разработанные суббрендом Dongfeng eπ (东风奕派) в 2023 году и выпускающиеся с марта 2024 года, первая модель компании. Аккумуляторы выпускаются компанией United Auto Battery System (UABS), совместным предприятием между SAIC и CATL.

## Описание
Dongfeng en 007 является электрическим седаном с коэффициентом лобового сопротивления 0,209 Кд, опционально оснащённым раздвижными дверями и задним антикрылом с электроприводом. В салоне установлена информационно-развлекательная система на базе чипа Qualcomm Snapdragon 8155, а также 8,8-дюймовая полностью жидкокристаллическая приборная панель и 15,6-дюймовый центральный экран управления.

## Технические характеристики
Dongfeng en 007 выпускается в виде заднеприводной модели 200Pro EREV начального уровня с аккумулятором ёмкостью 28,39 кВт⋅ч, запасом хода на электротяге 200 км в чистом виде и 1200 км в полной комплектации, а также задним электродвигателем мощностью 160 кВт и крутящим моментом 310 Н⋅м, обеспечивающим разгон от 0 до 100 км/ч за 7,2 секунды. Для полностью электрических версий предлагается комплектация 530Pro с аккумулятором ёмкостью 56,83 кВт⋅ч, обеспечивающим запас хода 530 км, и электродвигателем мощностью 160 кВт и крутящим моментом 310 Н⋅м, обеспечивающим время разгона от 0 до 100 км/ч за 6,8 секунды. Комплектация 620Pro с аккумулятором ёмкостью 70,26 кВт⋅ч, обеспечивающим запас хода в 620 км, и электродвигателем мощностью 200 кВт и крутящим моментом 320 Н⋅м, обеспечивающим время разгона от 0 до 100 км/ч за 5,8 секунды. Топовая комплектация 540AWD Max оснащена той же батареей ёмкостью 70,26 кВт⋅ч и двумя электродвигателями общей мощностью 400 кВт и крутящим моментом 640 Н⋅м, которые обеспечивают разгон от 0 до 100 км/ч за 3,9 секунды и запас хода 540 км.

## Продажи в Беларуси
11 февраля 2025 года было объявлено о начале продаж электрического лифтбека eπ007 с увеличенным запасом хода до 1200 км. Версия 1200 EVR доступна за 105 000 рублей, стандартная модификация предлагается по цене 85 500 рублей. 